# 에릭슨 (기업)
에릭슨(Ericsson)은 1876년에 설립된 스웨덴의 통신 장비 제조사이다. 현존하는 통신업체로는 세계에서 가장 오래된 기업이다. 본사는 스톡홀름에 있다.

## 역사
1876년 라르스 마그누스 에릭슨에 의해 창립되어, 이미 19세기 후반부터 국제화 전략을 추진, 세계 여러 나라에 진출하였으며, 20세기 후반 정보통신 혁명이 일어날 시기에도 세계 여러 나라에서 활발한 매출을 올렸다. 특히 당시부터 급속히 떠오른 이동전화 사업을 주도한 회사 중 하나로 1990년대 말, 모토로라에 이은 세계 제2의 휴대전화 제조 업체였다. 그러나 이후의 실적 악화로 이동전화 사업은 2001년 10월 1일, 소니와 50:50으로 합작하여 설립한 소니 에릭슨(현 소니모바일)으로 이관하였다. 그러나 소니와 에릭슨의 합작은 기대에 미치지 못하여, 소니 에릭슨은 휴대전화 제조 순위에서 5~6위권으로 추락하는 등 부진에 휩싸이다가 에릭슨은 소니 에릭슨의 지분을 모두 소니에 넘겼다. 2010년 현재 주로 통신장비 분야에 특화하여, 이동통신 장비에서는 세계 시장의 35%를 차지하는 세계 최대의 이동통신 장비 제조사다. 대한민국에는 LG노텔의 노텔 측 지분을 인수해 LG에릭슨의 1대 주주로 올라섰고, 이후 25%를 더 매수하여 에릭슨-LG라는 합작사를 운영 중이다.

## 같이 보기
- 소니 에릭슨
- 에릭슨-LG
- 얼랭